# Sinaitakala Fakafanua
 (février 2021).
La mise en forme du texte ne suit pas les recommandations de Wikipédia : il faut le « wikifier ».
Les points d'amélioration suivants sont les cas les plus fréquents :
- Les titres sont pré-formatés par le logiciel. Ils ne sont ni en capitales, ni en gras.
- Le texte ne doit pas être écrit en capitales (les noms de famille non plus), ni en gras, ni en italique, ni en « petit »…
- Le gras n'est utilisé que pour surligner le titre de l'article dans l'introduction, une seule fois.
- L'italique est rarement utilisé : mots en langue étrangère, titres d'œuvres, noms de bateaux, etc.
- Les citations ne sont pas en italique mais en corps de texte normal. Elles sont entourées par des guillemets français : « et ».
- Les listes à puces sont à éviter, des paragraphes rédigés étant largement préférés. Les tableaux sont à réserver à la présentation de données structurées (résultats, etc.).
- Les appels de note de bas de page (petits chiffres en exposant, introduits par l'outil «  Source ») sont à placer entre la fin de phrase et le point final[comme ça].
- Les liens internes (vers d'autres articles de Wikipédia) sont à choisir avec parcimonie. Créez des liens vers des articles approfondissant le sujet. Les termes génériques sans rapport avec le sujet sont à éviter, ainsi que les répétitions de liens vers un même terme.
- Les liens externes sont à placer uniquement dans une section « Liens externes », à la fin de l'article. Ces liens sont à choisir avec parcimonie suivant les règles définies. Si un lien sert de source à l'article, son insertion dans le texte est à faire par les notes de bas de page.
- La présentation des références doit suivre les conventions bibliographiques. Il est recommandé d'utiliser les modèles {{Ouvrage}}, {{Chapitre}}, {{Article}}, {{Lien web}} et/ou {{Bibliographie}}. Le mode d'édition visuel peut mettre en forme automatiquement les références.
- Insérer une infobox (cadre d'informations à droite) n'est pas obligatoire pour parachever la mise en page.

Pour une aide détaillée, merci de consulter Aide:Wikification.
Si vous pensez que ces points ont été résolus, vous pouvez retirer ce bandeau et améliorer la mise en forme d'un autre article.
Titre
Princesse héritière consort des Tonga
Depuis le 12 juillet 2012
(12 ans, 8 mois et 2 jours)
La princesse Sinaitakala Tukuʻaho (née Sinaitakala Tu'imatamoana 'i Fanakavakilangi Fakafānua; 20 mars 1987) est une membre de la famille royale des Tonga et épouse du prince héritier des Tonga, Tupoutoʻa ʻUlukalala, qu'elle a épousé le 12 juillet 2012.

## Famille
La princesse Sinaitakala est la fille de feu Kinikinilau Tūtoatasi, 7e Lord Fakafānua et détenteur de la succession de Ma'ufanga, et de la princesse Sinaitakala 'Ofeina-'e-he-Langi Fakafānua. Elle a deux frères, l'actuel 8e Lord Fakafānua, Fatafehi Kinikinilau Lolomānaʻia et Fakaola mei Langi ʻItafuaʻatonga Tūtoatasi Fakafānua.  
Par le biais de sa mère, elle est membre de la famille royale des Tonga et est donc dans l'ordre de succession au trône de son pays,.

## Mariage
Le mariage a suscité la controverse aux Tonga, car Fakafānua et le prince héritier Tupoutoʻa ʻUlukalala sont cousins germains. Autrement dit : ses parents sont chacun le cousin germain du roi : 
- Le père de Fakafanua est le fils de Kalolaine Ahomeʻe, sœur de la reine mère Halaevalu (née Halaevalu Mataʻaho ʻAhomeʻe ).
- Sa mère, la princesse Sinaitakala 'Ofeina, est la fille du prince Sione Ngū Manumataongo Uelingatoni Tukuʻaho (connu sous le nom de prince Fatafehi Tuʻipelehake ), premier ministre des Tonga (1965-1991) et nièce du roi Tāufaʻāhau Tupou IV .

Certains membres de la famille royale se sont opposés au mariage, apparemment en raison de l'étroite relation génétique du couple . 

### Cérémonie de mariage
Sinaitakala Fakafanua a épousé le prince héritier à l'église du centenaire de l' église libre des Tonga à Nuku'alofa le 12 juillet 2012. Le mariage a marqué le premier mariage d'un prince héritier tongien en soixante-cinq ans.  Fakafānua avait 25 ans au moment de son mariage. 

## Descendance
Son fils, le prince Taufaʻahau Manumataongo, est né le 10 mai 2013 et est le deuxième dans la lignée de succession au trône de Tonga, après son père. Le 12 juillet 2014, la princesse héritière a donné naissance à une fille, la princesse Halaevalu Mata'aho, troisième de la succession. Le 20 mars 2018, à l'âge de 31 ans, la princesse héritière Sinaitakala a donné naissance à son troisième enfant et à sa deuxième fille, la princesse Nanasipau'u, à l'hôpital d'Auckland City en Nouvelle-Zélande. Le 25 février 2021 nait sa troisième fille et quatrième enfant, la princesse Salote Mafile’o Pilolevu, à l'hôpital Calvary de Canberra en Australie.

## Titres et distinctions

### Titres
- 20 mars 1987 - 12 juillet 2012 : l'Honorable Sinaitakala Fakafānua.
- 12 juillet 2012 - présent : Son Altesse Royale la princesse héritière Sinaitakala des Tonga.

### Honneurs
- Tonga  : Dame Grand-Croix de l' Ordre de la Couronne de Tonga [8]
- Tonga  : Dame Grand-Croix de l' Ordre le plus dévoué de l' Ordre royal des ménages de Tonga [9],[10]
- Tonga  : récipiendaire de la médaille du couronnement du roi Tupou VI
- Maison de Bourbon-Siciles : Dame Grand-Croix de l'Ordre royal de François Ier